# Ларентовиц, Джефф
Джеффри Адам Ларентовиц (англ. Jeffrey Adam Larentowicz; род. 5 августа 1983, Пасадина, Калифорния, США) — американский футболист, опорный полузащитник. Выступал за сборную США.

## Карьера

### Молодёжная карьера
Ларентовиц имеет польские корни.
Во время обучения в Брауновском университете в 2001—2004 годах Ларентовиц играл за университетскую футбольную команду в Национальной ассоциации студенческого спорта. За четыре сезона он сыграл в 66 матчах, забив семь голов и отдав шесть голевых передач, помог «Браун Беарз» дважды выиграть чемпионат Лиги плюща.
В 2004 году тренировался в европейских клубах: шесть недель в шведском «Мальмё» и две недели в «Ипсвич Таун» из английского Чемпионшипа.

### Клубная карьера
4 февраля 2005 года на Дополнительном драфте MLS Ларентовиц был выбран в четвёртом раунде под общим 45-м номером клубом «Нью-Инглэнд Революшн». Его профессиональный дебют состоялся 14 мая 2005 года в матче против «Ди Си Юнайтед», в котором он вышел на замену на 89-й минуте. Летом 2005 года Ларентовиц провёл четыре матча в аренде в клубе лиги USL-2 «Нью-Хэмпшир Фантомс». 27 августа 2006 года в матче против «Коламбус Крю» забил свой первый гол в MLS. В 2007 году помог «Нью-Инглэнд Революшн» впервые завоевать Открытый кубок США. Стал победителем Североамериканской суперлиги 2008.
21 января 2010 года Джефф Ларентовиц и Уэллс Томпсон были обменяны в «Колорадо Рэпидз» на Престона Бёрпо и Кори Гиббса, а также пик третьего раунда Супердрафта MLS 2011 и распределительные средства. Дебютировал за «Рэпидз» 26 марта в матче стартового тура сезона 2010 против «Чивас США». 18 апреля в матче против «Торонто» забил свой первый гол за «Колорадо». Ларентовиц был выбран для участия в Матче всех звёзд MLS 2010 против «Манчестер Юнайтед». В матче за Кубок MLS 2010, в котором «Колорадо Рэпидз» обыграл «Даллас» со счётом 2:1, впервые завоевав чемпионский титул, Джефф отыграл все 120 минут основного и дополнительного времени. В сезоне 2011 Ларентовиц стал лучшим бомбардиром «Колорадо Рэпидз», забив семь мячей, и был признан самым ценным игроком клуба. В ноябре—декабре 2011 года в течение трёх недель тренировался в клубе английской Премьер-лиги «Болтон Уондерерс» по рекомендации тренера сборной США Юргена Клинсманна. 27 апреля 2012 года Ларентовиц подписал новый многолетний контракт с «Колорадо Рэпидз».
16 января 2013 года Ларентовиц вместе с пиком второго раунда Супердрафта MLS 2013 был обменян в «Чикаго Файр» на пик первого раунда Супердрафта MLS 2013, распределительные средства и место иностранного игрока в сезоне 2013. Дебютировал за свой новый клуб 3 марта в матче первого тура сезона против «Лос-Анджелес Гэлакси», выведя чикагцев на поле в качестве капитана. 20 апреля в матче против «Коламбус Крю» забил свой первый гол за «Чикаго Файр». Ему доверяли капитанскую повязку в отсутствие Логана Поза, и после того как Поз завершил карьеру, в сезоне 2015 Ларентовиц стал полноправным капитаном «Файр». По окончании сезона 2015 «Чикаго Файр» не продлил контракт с Ларентовицем и он стал свободным агентом.
6 января 2016 года Ларентовиц подписал контракт с «Лос-Анджелес Гэлакси». 8 апреля сыграл за фарм-клуб «Лос-Анджелес Гэлакси II» в матче USL против «Ориндж Каунти Блюз». За первую команду «Гэлакси» дебютировал 23 апреля в матче против «Реал Солт-Лейк». 4 июля в матче против «Ванкувер Уайткэпс» забил свой первый гол за «Лос-Анджелес Гэлакси». По окончании сезона 2016 вновь остался без контракта.
14 декабря 2016 года Ларентовиц присоединился к новообразованному клубу «Атланта Юнайтед». 5 марта 2017 года в матче против «Нью-Йорк Ред Буллз», в дебютной игре клуба из Джорджии в MLS, вышел на замену в концовке. 24 сентября 2017 года в матче против «Монреаль Импакт» забил свой первый гол за «Атланту Юнайтед». 12 декабря 2017 года Ларентовиц переподписал контракт с «Атлантой Юнайтед». 12 мая 2019 года против «Орландо Сити» Ларентовиц провёл свой 400-й матч в MLS, став лишь пятым игроком, кому покорился этот рубеж. По окончании сезона 2020 Ларентовиц покинул «Атланту Юнайтед» в связи с истечением срока контракта.
5 апреля 2021 года Джефф Ларентовиц объявил о завершении футбольной карьеры.

### Международная карьера
Первый вызов в сборную США Ларентовиц получил 22 декабря 2009 года в тренировочный лагерь, начинавшийся 4 января 2010 года и завершавшийся 23 января 2010 года товарищеским матчем со сборной Гондураса, однако не смог принять участие в сборе из-за реабилитации после операции на коленном суставе.
21 декабря 2010 года получил второй вызов в традиционный январский тренировочный лагерь сборной США, завершавшийся товарищеским матчем со сборной Чили. В матче с чилийцами, состоявшемся 22 января 2011 года, выйдя в стартовом составе и отыграв все 90 минут, дебютировал за звёздно-полосатую дружину.
25 августа 2011 года был вызван на два товарищеских матча — с Коста-Рикой и Бельгией. В матче с центральноамериканской сборной, состоявшемся 2 сентября, остался на скамейке запасных. В матче с европейской сборной, состоявшемся 6 сентября, вышел на замену в концовке.
29 сентября 2011 года был вызван на товарищеские матчи с Гондурасом и Эквадором. В матче с гондурасцами, состоявшемся 8 октября, остался в запасе. В заявку на матч с эквадорцами, состоявшийся 11 октября, не попал.
22 декабря 2011 года вновь получил вызов в январский тренировочный лагерь сборной США, который завершался товарищескими матчами со сборными Венесуэлы и Панамы. В матче с венесуэльцами, состоявшемся 21 января 2012 года, вышел в стартовом составе. В матче с панамцами, состоявшемся 25 января 2012 года, вышел на замену во втором тайме.

## Достижения
Командные
 «Нью-Инглэнд Революшн»
- Обладатель Открытого кубка США: 2007

 «Колорадо Рэпидз»
- Чемпион MLS (обладатель Кубка MLS): 2010

 «Атланта Юнайтед»
- Чемпион MLS (обладатель Кубка MLS): 2018
- Обладатель Открытого кубка США: 2019

Индивидуальные
- Участник Матча всех звёзд MLS: 2010

## Статистика выступлений
| Выступление                         | Выступление      | Выступление      | Лига | Лига | Плей-офф | Плей-офф | Кубок | Кубок | ЛЧ КОНКАКАФ | ЛЧ КОНКАКАФ | Итого | Итого |
| Клуб                                | Лига             | Сезон            | Игры | Голы | Игры     | Голы     | Игры  | Голы  | Игры        | Голы        | Игры  | Голы  |
| ----------------------------------- | ---------------- | ---------------- | ---- | ---- | -------- | -------- | ----- | ----- | ----------- | ----------- | ----- | ----- |
| Нью-Инглэнд Революшн                | MLS              | 2005             | 1    | 0    | 0        | 0        | 1     | 0     | —           | —           | 2     | 0     |
| Нью-Инглэнд Революшн                | MLS              | 2006             | 26   | 1    | 4        | 0        | 1     | 0     | —           | —           | 31    | 1     |
| Нью-Инглэнд Революшн                | MLS              | 2007             | 28   | 3    | 4        | 0        | 3     | 1     | —           | —           | 35    | 4     |
| Нью-Инглэнд Революшн                | MLS              | 2008             | 28   | 4    | 2        | 0        | 0     | 0     | 2           | 0           | 32    | 4     |
| Нью-Инглэнд Революшн                | MLS              | 2009             | 28   | 1    | 2        | 0        | 1     | 1     | —           | —           | 31    | 2     |
| Нью-Инглэнд Революшн                | Итого            | Итого            | 111  | 9    | 12       | 0        | 6     | 2     | 2           | 0           | 131   | 11    |
| Нью-Хэмпшир Фантомс (аренда)        | USL-2            | 2005             | 4    | 0    | —        | —        | —     | —     | —           | —           | 4     | 0     |
| Нью-Хэмпшир Фантомс (аренда)        | Итого            | Итого            | 4    | 0    | —        | —        | —     | —     | —           | —           | 4     | 0     |
| Колорадо Рэпидз                     | MLS              | 2010             | 30   | 4    | 4        | 0        | 2     | 0     | —           | —           | 36    | 4     |
| Колорадо Рэпидз                     | MLS              | 2011             | 34   | 7    | 3        | 0        | 0     | 0     | 4           | 1           | 41    | 8     |
| Колорадо Рэпидз                     | MLS              | 2012             | 32   | 3    | —        | —        | 1     | 0     | —           | —           | 33    | 3     |
| Колорадо Рэпидз                     | Итого            | Итого            | 96   | 14   | 7        | 0        | 3     | 0     | 4           | 1           | 110   | 15    |
| Чикаго Файр                         | MLS              | 2013             | 32   | 2    | —        | —        | 4     | 0     | —           | —           | 36    | 2     |
| Чикаго Файр                         | MLS              | 2014             | 33   | 6    | —        | —        | 4     | 1     | —           | —           | 37    | 7     |
| Чикаго Файр                         | MLS              | 2015             | 29   | 6    | —        | —        | 1     | 0     | —           | —           | 30    | 6     |
| Чикаго Файр                         | Итого            | Итого            | 94   | 14   | —        | —        | 9     | 1     | —           | —           | 103   | 15    |
| Лос-Анджелес Гэлакси                | MLS              | 2016             | 23   | 1    | 3        | 0        | 4     | 0     | 0           | 0           | 30    | 1     |
| Лос-Анджелес Гэлакси                | Итого            | Итого            | 23   | 1    | 3        | 0        | 4     | 0     | 0           | 0           | 30    | 1     |
| Лос-Анджелес Гэлакси II (фарм-клуб) | USL              | 2016             | 1    | 0    | —        | —        | —     | —     | —           | —           | 1     | 0     |
| Лос-Анджелес Гэлакси II (фарм-клуб) | Итого            | Итого            | 1    | 0    | —        | —        | —     | —     | —           | —           | 1     | 0     |
| Атланта Юнайтед                     | MLS              | 2017             | 33   | 1    | 1        | 0        | 1     | 0     | —           | —           | 35    | 1     |
| Атланта Юнайтед                     | MLS              | 2018             | 34   | 1    | 4        | 0        | 0     | 0     | —           | —           | 38    | 1     |
| Атланта Юнайтед                     | MLS              | 2019             | 27   | 0    | 3        | 0        | 2     | 0     | 4           | 0           | 36    | 0     |
| Атланта Юнайтед                     | MLS              | 2020             | 19   | 2    | —        | —        | —     | —     | 3           | 0           | 22    | 2     |
| Атланта Юнайтед                     | Итого            | Итого            | 113  | 4    | 8        | 0        | 3     | 0     | 7           | 0           | 131   | 4     |
| Всего за карьеру                    | Всего за карьеру | Всего за карьеру | 442  | 42   | 30       | 0        | 25    | 3     | 13          | 1           | 510   | 46    |

Источники: SoccerStats.us (англ.), Soccerway (англ.).